# 1296

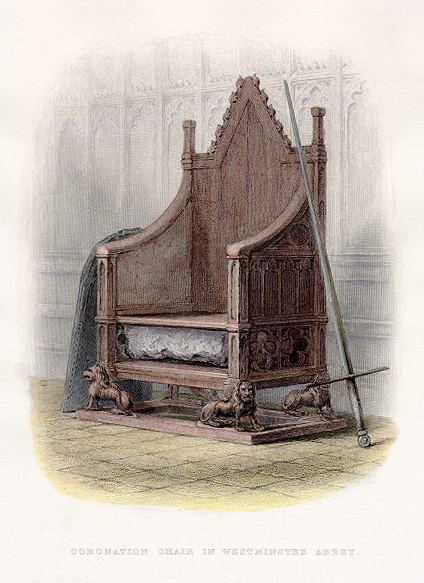
Kroningsstoel van de koningen van Engeland in Westminster Abbey, waarin de Stone of Scone is verwerkt.

Het jaar 1296 is het 96e jaar in de 13e eeuw volgens de christelijke jaartelling.

## Gebeurtenissen
januari
- 9 - Graaf Floris V van Holland loopt over van de Engelsen naar de Fransen.

februari
- 4 - Willem Berthout van Mechelen wordt benoemd tot bisschop van Utrecht.
- 25 - Paus Bonifatius VIII vaardigt de bul Clericis laicos uit. Geestelijken mogen niet zonder toestemming van de Heilige Stoel afdracht doen aan wereldlijke heersers.

april
- 27 - Slag bij Dunbar: De Engelsen onder Eduard I verslaan de Schotten onder John Balliol.

juni
- 21 - Eberhard I van Württemberg trouwt met Irmgard van Baden.
- 23 - Floris V van Holland wordt tijdens een valkenjacht gearresteerd/ontvoerd door de deelnemende edellieden Gijsbrecht IV van Amstel en Herman van Woerden en opgesloten in het Muiderslot.
- 27 - Floris V wordt bij een ontsnappingspoging gedood door zijn schildknaap, Gerard van Velzen.

juli
- 10 - John Balliol doet afstand van de Schotse troon en wordt in de Tower in Londen gevangengezet. Eduard I van Engeland laat de Stone of Scone, waarop de koningen van Schotland werden gekroond, overbrengen naar Westminster Abbey.

november
- 22 - Eduard I van Engeland komt naar Kortrijk en roept zijn bondgenoten op om met hem een conferentie te houden.

december
- 25 - De conferentie van Geraardsbergen wordt bijgewoond door Gwijde de Dampierre, Keizer Adolf van Nassau , Albert, hertog van Oostenrijk , hertog Hendrik III van Bar, Jan II van Brabant, Walram van Gulik, Jan I van Holland. Oorlog met Frankrijk wordt onvermijdelijk.

zonder datum
- Chiang Mai wordt gesticht als nieuwe hoofdstad voor het koninkrijk Lanna.
- Het hertogdom Saksen wordt verdeeld in Saksen-Lauenburg onder Erik I en Albrecht III en Johan II en Saksen-Wittenberg onder Albrecht II.
- In het zuiden van Walcheren worden havens aangelegd, rond waar later de stad Vlissingen ontstaat.
- Muiden krijgt opnieuw stadsrechten.
- Het Augustijnenklooster in Gent wordt gesticht.
- In de Orde van Calatrava ontstaat een schisma na de verkiezing van twee verschillende grootmeesters.
- Erik VI van Denemarken trouwt met Ingeborg van Zweden.
- Andreas III van Hongarije trouwt met Agnes van Oostenrijk.
- Oudst bekende vermelding: Geldrop, Riel

## Opvolging
- Armenië - Hethum II opgevolgd door zijn broer Sempad
- Berg - Adolf V opgevolgd door zijn broer Willem I
- Delhi - Jalaluddin Firuz Khalji opgevolgd door zijn neef Alauddin Khalji
- Dominicanen (magister-generaal) - Niccolò Boccasini als opvolger van Étienne de Besançon
- Groot-Polen en Pommerellen - Przemysł II opgevolgd door Wladislaus de Korte
- Holland - Floris V opgevolgd door zijn zoon Jan I onder regentschap van Jan van Renesse
- Mammelukken (Egypte) - Al-Adil Kitbugha opgevolgd door Lajin
- Polen - Przemysł II opgevolgd door Wenceslaus II van Bohemen
- Saluzzo - Thomas I opgevolgd door Manfred IV
- Schotland - John Balliol opgevolgd door John de Warenne als landvoogd
- Silezië-Breslau en Liegnitz en Brieg - Hendrik V van Silezië opgevolgd door zijn zoons Bolesław III de Verkwister, Hendrik VI en Wladislaus
- Sicilië - Jacobus II van Aragon opgevolgd door zijn broer Frederik II
- Orde van Sint Jan (Hospitaalridders, grootmeester) - Odon de Pins opgevolgd door Guillaume de Villaret
- Utrecht - Jan van Sierck opgevolgd door Willem Berthout van Mechelen

## Afbeeldingen

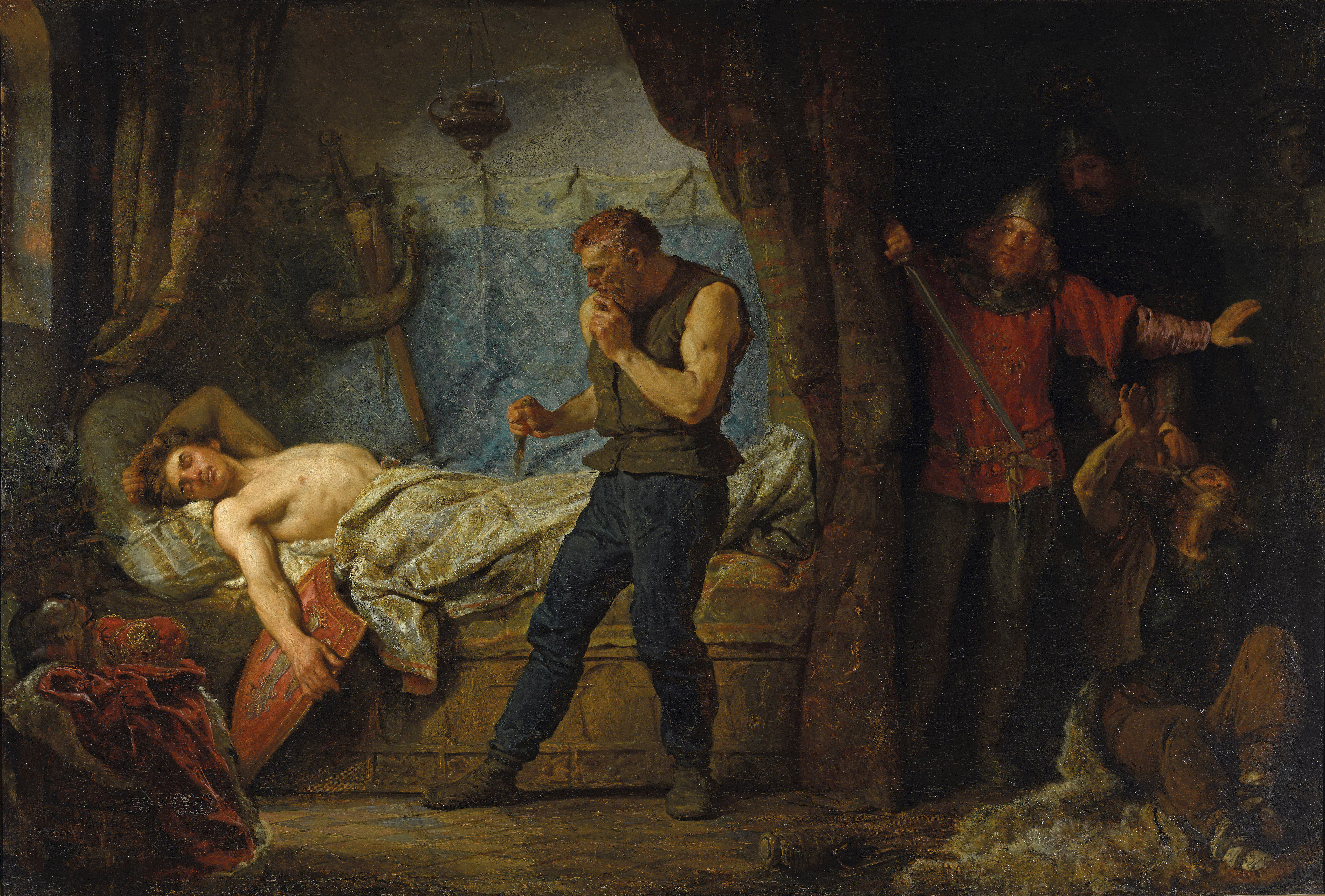
moord op Przemysł II
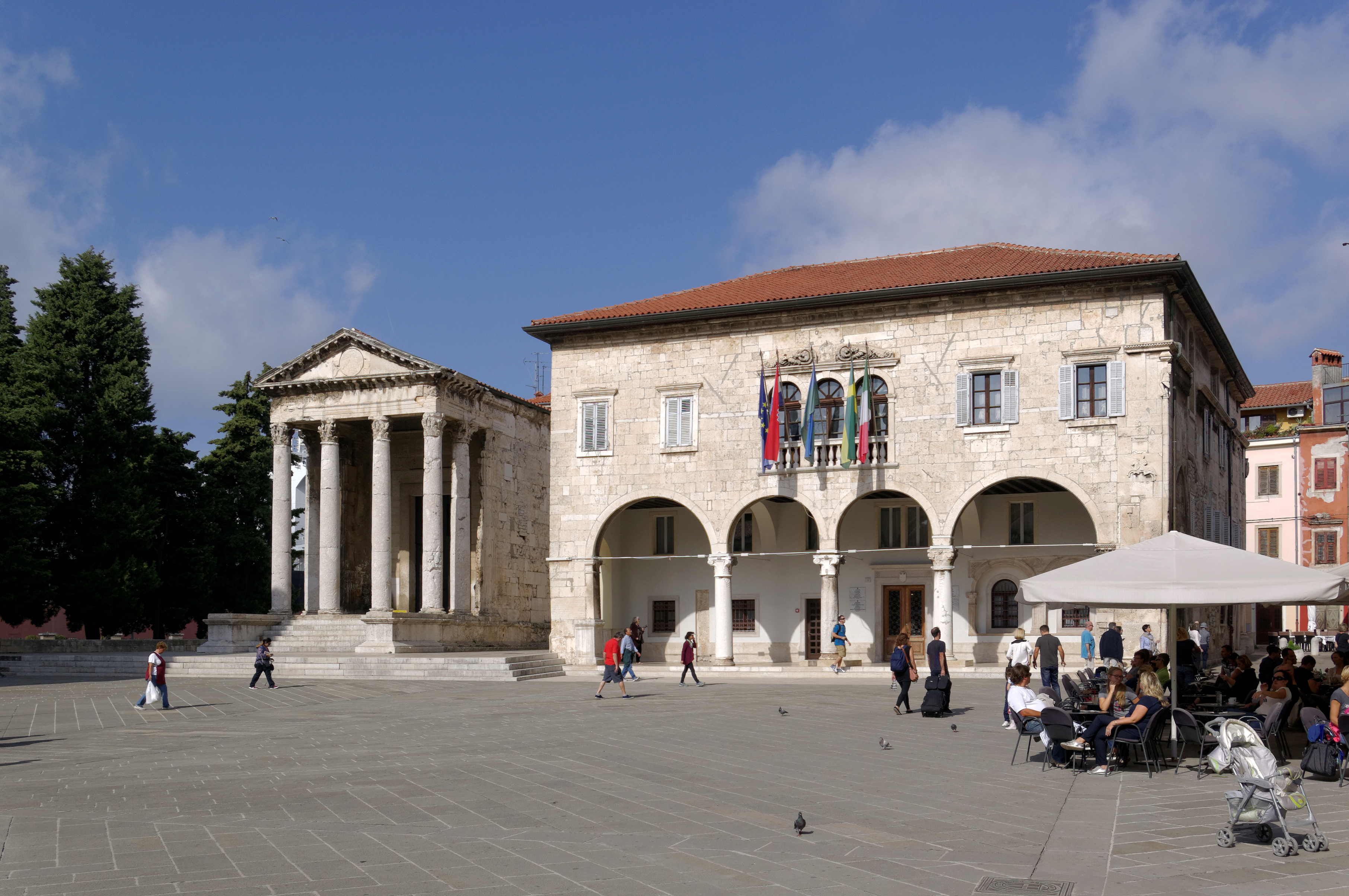
Stadhuis van Pula, voltooid 1296
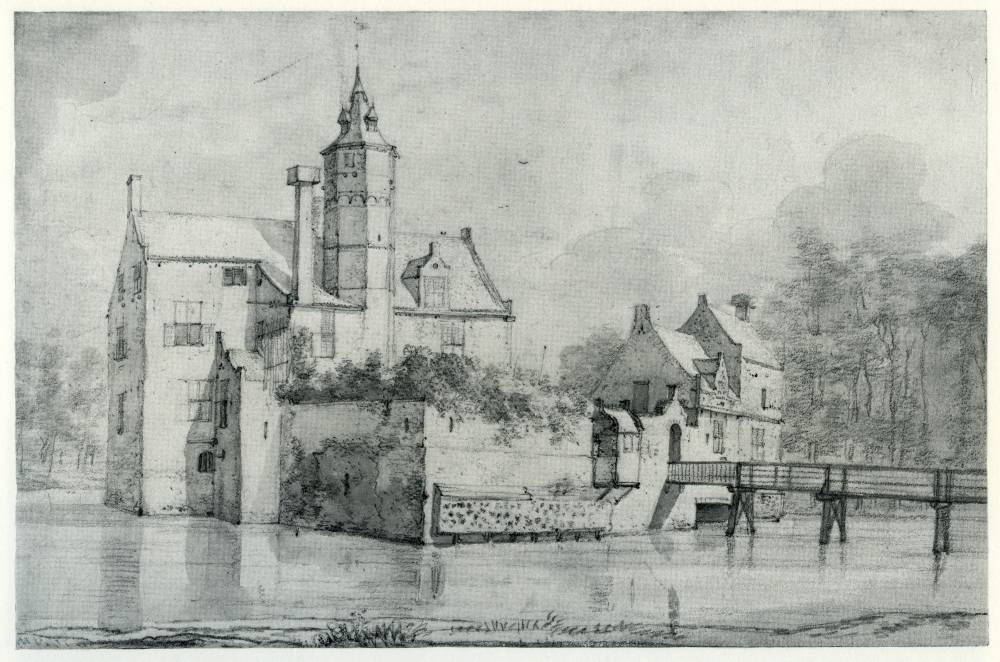
kasteel Wulven in Houten, gebouwd 1296

## Geboren
- 6 juni - Wladislaus van Liegnitz, Pools edelman
- 10 augustus - Jan de Blinde, koning van Bohemen (1311-1346)
- 29 september - Jacobus van Aragon, Aragonees prins
- Algirdas, grootvorst van Litouwen (1345-1377) (jaartal bij benadering)
- Gregorius Palamas, Byzantijns theoloog (jaartal bij benadering)
- Hendrik I van Gronsveld, Limburgs edelman (jaartal bij benadering)
- Otto III, hertog van Brunswijk-Lüneburg (jaartal bij benadering)

## Overleden
- 8 februari - Przemysł II (38), groothertog (1290-1291) en koning (1295-1296) van Polen
- 22 februari - Hendrik V van Silezië (~47), Pools edelman
- 23 maart - Beatrix van Vlaanderen (~42), echtgenote van Floris V
- 24 maart - Odon de Pins, grootmeester van de Orde van Sint Jan
- 17 mei - Agnes van Bohemen (26), echtgenote van Rudolf II van Oostenrijk
- 19 mei - Celestinus V (~80), paus (1294)
- 5 juni - Edmund van Lancaster, Engels edelman
- 27 juni - Floris V (42), graaf van Holland (1256-1296)
- 20 juli - Jalaluddin Firuz Khalji, sultan van Delhi (1290-1296)
- september - Adolf V, graaf van Berg
- 9 oktober - Lodewijk III (27), hertog van Neder-Beieren
- 1 november - Wilhelmus Durandus, Frans kerkjurist
- 28 november - Arnold van der Sluijs, Brabants ridder
- 3 december - Thomas I (~57), markgraaf van Saluzzo
- Gerard van Velsen, Hollands edelman